# The Mount

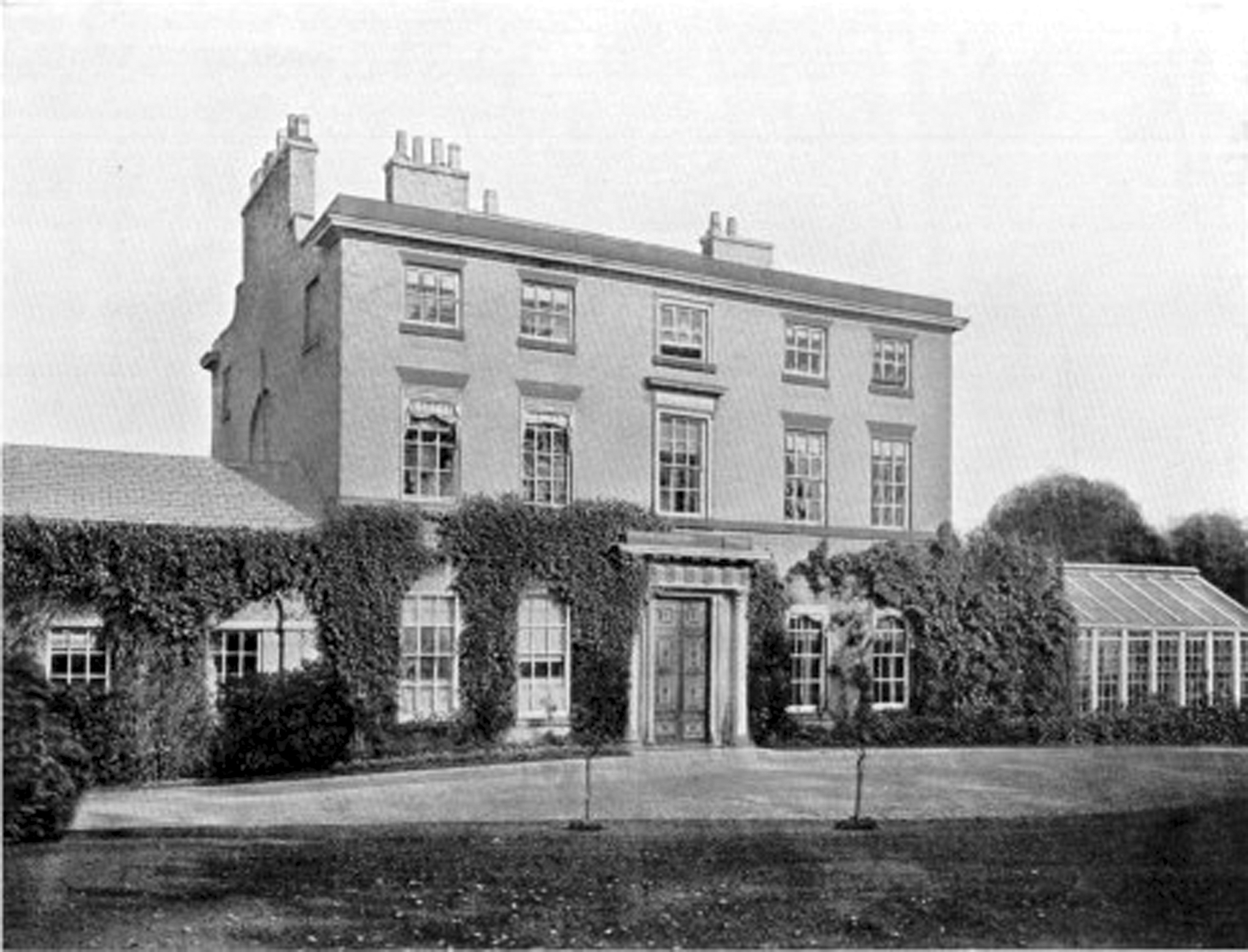
Das Gebäude um 1860

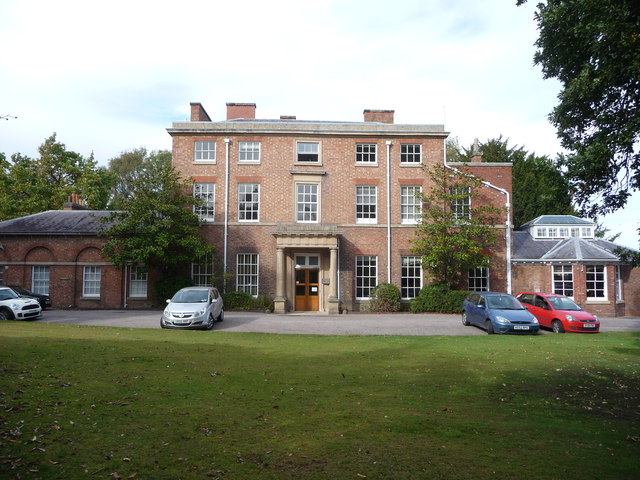
Das Gebäude um 2011

The Mount ist ein weitläufiges Anwesen in Shrewsbury und wird offiziell Mount House genannt. Es war der Geburtsort des britischen Naturforschers und Mitbegründers der Evolutionstheorie Charles Darwin.
Das Haus wurde im Jahre 1800 von dem örtlichen Arzt und Vater von Charles Darwin, Robert Darwin erbaut. Es ist ausgeführt als Backsteinbau mit Schiebefenstern und flachgeneigtem Dach im Georgianischschen Stil mit Einflüssen der Neoklassik. Charles Darwin wurde am 12. Februar 1809 hier geboren. Hier verbrachte er seine Kindheit und Jugendzeit. 1842 erwarb Charles das Down House um mehr Platz zu haben dort wohnte er dann mit seiner Familie.
Robert Darwin starb am 13. November 1848 in dem Haus, und 1866 wurde das Haus von den drei überlebenden Kindern versteigert.
1996 wurde die The Mount Residents' Group gegründet, um das Anwesen vor einem Überbauungsprojekt zu schützen, was auch gelang. Seit 2009 ist es denkmalgeschützt und wurde 2018 Amtssitz des Stadtgerichts und ist damit der Öffentlichkeit teilweise zugänglich, aber kein Museum.
Koordinaten: 52° 42′ 46″ N, 2° 45′ 47,5″ W